# Kimon Georgiev

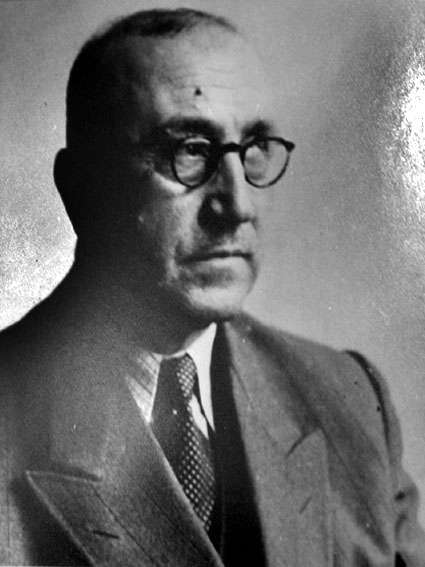
Foto de Kimon Georgiev

Kimon Georgiev Stoyanov (búlgaro: Кимон Георгиев Стоянов; Pazardzhik (11 de agosto de 1882 - 28 de setembro de 1969) foi um proeminente militar e político búlgaro do século 20. Ele participou de três golpes de Estado na Bulgária entre 1923 e 1944, e foi duas vezes primeiro-ministro da Bulgária, nos períodos 1934-35 e 1944-46. Ele foi um dos principais líderes da formação político-militar de extrema direita Zveno, apesar de ter pertencido ao governo da Bulgária socialista de 1944 a 1962.

## Biografia
Kimon Georgiev Stoyanov nasceu na cidade de Pazardzhik (província otomana da Rumélia Oriental e atual Bulgária) em 11 de agosto de 1882. Graduou-se na academia militar de Sófia em 1902.
Entre 1912 e 1913, participou das Guerras Balcânicas no exército do Reino da Bulgária, como comandante de companhia. Em seguida, participou da Primeira Guerra Mundial, como comandante de batalhão, durante a qual, em 1916, sofreu a perda do olho esquerdo em decorrência de ferimentos de combate. Deixou o Exército em 1920 com o posto de tenente-coronel.
Foi um dos fundadores da União Militar em 1919 e da Aliança Popular em 1922. Participou da organização do golpe de Estado de 1923 que derrubou o governo de Alexander Stamboliski, tornando-se um dos líderes da Aliança Democrática. Foi ministro das ferrovias, correios e telégrafos no primeiro gabinete de Andrei Liapchev.
Na década de 1930, tornou-se um dos líderes da formação militar de extrema-direita Zveno ("ligação"). Juntamente com outros oficiais, ele deu um novo golpe de Estado em maio de 1934, derrubando o governo democrático, e tornou-se primeiro-ministro da Bulgária. Também ocupou o cargo de Ministro da Justiça e, por pouco tempo, Ministro da Guerra e da Política Externa. Aboliu todos os partidos políticos e sindicatos. Influenciado pelo ditador italiano Benito Mussolini, introduziu um sistema econômico corporativo. Seu governo é creditado com a eliminação bem-sucedida da Organização Revolucionária Interna da Macedônia (OIRM), uma rede terrorista que defendia a soberania macedônia em regiões da Bulgária e Iugoslávia. Em 1935, o czar Boris III, temeroso das intenções do governo Georgiev de estabelecer uma república, forçou-o a renunciar.
Durante a Segunda Guerra Mundial, a Bulgária ficou do lado das potências do Eixo, o que causou grande animosidade em amplos setores da sociedade e levou à união de forças de esquerda na Frente Pátria antifascista em 1942. Apesar de suas diferenças ideológicas, em 1943 Zveno se juntou à Frente da Pátria, com Georgiev se tornando um de seus líderes. Em setembro de 1944, a Frente desencadeou uma revolução que derrubou o czar Boris III e reintegrou Georgiev como primeiro-ministro. Imediatamente, a Bulgária assinou um armistício com os Aliados, e declarou guerra à Alemanha nazista.
Em 1946, foi sucedido à frente do governo pelo líder comunista Georgi Dimitrov e tornou-se vice-primeiro-ministro e ministro das Relações Exteriores. Embora Zveno tenha sido dissolvido em 1949, Georgiev continuou a ocupar cargos ministeriais em todos os gabinetes na Bulgária socialista até 1962. Desse ano até sua morte, em 1969, foi membro do Presidium do Parlamento. Além disso, foi duas vezes condecorado com a ordem de Herói do Trabalho Socialista.
Na Bulgária, ele é comumente conhecido como stariyat prevratadzhiyat (o velho golpista) por ter organizado três golpes: 1923, 1934 e 1944.